# Оренбургский государственный академический русский народный хор
Оренбургский государственный академический русский народный хор — советский и российский музыкальный коллектив, основанный в 1958 году.

## История
Коллектив основан в июне 1958 года. Организацию народного хора доверили Якову Васильевичу Хохлову, руководившего в тот период оркестром русских народных инструментов. 
Первое выступление коллектива состоялось 6 ноября 1958 года на торжественном собрании города Оренбурга, посвященного Октябрьской социалистической революции.
В 1959 году коллектив отправился с гастролями по районам Оренбургской области со своей концертной программой.
В феврале 1961 года получил статус государственного. Благодаря сотрудничеству Якова Васильевича Хохлова и хормейстера Людмилы Ивановны Райковой в репертуар хора вошли такие композиции, как «Пугачевская вольница», «Барыня», кадриль «Оренбургский казачок» и многие другие. Совместно с композиторами страны создается всемирно известная песня «Оренбургский пуховый платок».
В 1965 году Л. И. Райкова становится руководителем коллектива и продолжает аккумулировать богатые народные песенные традиции Оренбуржья. В это время начинаются зарубежные гастроли народного хора, а также успешное участие его в многочисленных песенных конкурсах и фестивалях.
С 1987 года по настоящее время коллектив возглавляет Владимир Александрович Позднеев — выпускник Московского музыкального педагогического института им. Гнесиных.
В 1997 году хор получает звание академического. 
На данный момент в коллективе служат 90 профессиональных артистов вокальной, хореографической, оркестровой специальностей. Хоровая группа — 36 артистов, балетная группа — 25 артистов, оркестровая группа — 14 артистов.